# نيلز أكسيلسون
نيلز أكسيلسون (بالسويدية: Nils Axelsson)‏ (18 يناير 1906) لاعب كرة قدم سويدي راحل كان يجيد اللعب في خط الدفاع.
لعب طوال مسيرته الرياضية في نادي هيلسينغبورغ.
شارك مع منتخب السويد في بطولة كأس العالم 1934 في إيطاليا حيث خرج من الدور الربع النهائي.

## وصلات خارجية
- نيلز أكسيلسون على موقع الاتحاد الدولي (مؤرشف)  (الإنجليزية)
- نيلز أكسيلسون على موقع اتحاد السويد (السويدية)
- نيلز أكسيلسون على موقع قاعدة بيانات كرة القدم.إي يو (الإنجليزية)
- نيلز أكسيلسون على موقع ناشيونال فوتبول تيمز (الإنجليزية)
- نيلز أكسيلسون على موقع عالم كرة القدم.نت (الإنجليزية)

- هذا سيرة ذاتية